# Kamel Belarbi
Kamel Mohamed Seghir Belarbi (sinh ngày 11 tháng 4 năm 1997) là một cầu thủ bóng đá người Algérie thi đấu cho USM El Harrach ở Giải bóng đá hạng nhất quốc gia Algérie.
Ngày 10 tháng 9 năm 2017, Belarbi có màn ra mắt tại giải vô địch cho USM El Harrach, thi đấu hết 90 phút trước JS Kabylie.